# حشره‌خوار گوش‌کوچک فیلیپ
 حشره‌خوار گوش‌کوچک فیلیپ (نام علمی: Cryptotis phillipsii) نام یک گونه از سرده حشره‌خوار گوش‌کوچک است.